# Михал Квјатковски
Михал Квјатковски (пољ. Michał Kwiatkowski; 2. јун 1990) пољски је професионални бициклиста од 2010. године, који тренутно вози за UCI ворлд тур тим Инеос гренадирс. Квјатковски је добар спринтер, брдаш и хронометраш, што му омогућује да побјеђује и на класицима и на етапним тркама. Таленат је показао на почетку каријере, освојивши Свјетско првенство у друмској вожњи за јуниоре 2008. године. Након шест година у професионалном бициклизму, освојио је Свјетско првенство у друмској вожњи за професионалце, такође, био је члан тима Омега Фарма—Квик-Степ који је освојио Свјетско првенство у екипном хронометру 2013. Године 2017. Квјатковски је освојио свој први Монументални класик — Милано—Санремо. Квјатковски је до побједе дошао у спринту са Петером Саганом и Жулијаном Алафилипом.
На Тур де Франсу 2020, остварио је прву етапну побједу на Туру и на некој гранд тур трци.

## Дјетињство и јуниорска каријера
Михал Квјатковски је рођен у селу Дзијалињ, у Централној Пољској 2. јуна 1990. Бициклизмом је почео да се бави због досаде, изјавио је: "Тамо није имало ништа да се ради уопште. Мој брат је возио бицикл, па сам ја почео да га пратим. Од првог дана на бициклу, почео сам да се осјећам сјајно.. Моји родитељи су били фармери, али сад мој отац ради у фабрици." Његов старији брат, Радослав је професионалац и Михал је одлучио да крене његовим стопама. Почео је да вози за тим ТКК Пацифик Торуњ, из оближњег града Торуња, који је био око 30 km удаљен од његове куће. Под тренером Вјеславом Мјеђјанкјевичем (пољ. Wiesław Miedziankiewicz) освојио је, са 16 година, интернационалну етапну трку По зјеми Клучборскјеј (пољ. Po Ziemii Kluczborskiej), а затим је остварио још неколико побједа на друму и на писти.
Квјатковски је 2007. годину завршио први у UCI рангирању за јуниоре. Освојио је трку мира за јуниоре, испред Матијаса Брандла, затим је освојио злато на Европском првенству у друмској вожњи за јуниоре и сребро на Европском првенству у вожњи на хронометар за јуниоре. Године 2008. Свјетска бициклистичка унија UCI промијенила је модел за рангирање у јуниорској конкуренцији, индивидуално рангирање је укинуто, а уведено је рангирање по државама. Квјатковски је освојио Свјетско првенство у вожњи на хронометар за јуниоре, одржано у Кејптауну, 5 секунди испред Њемца Јакоба Стајгмилера. и тако помогао Пољској да заврши прва у рангирању.

## Професионална каријера

### Почетак каријере
Професионалну каријеру је почео 2010. године у тиму Каха Рурал (шп. Caja Rural), у договору по којем је са њим у тим прешао и његов брат Радослав. Тим је био мали, са доста талената и дјеловало је да је Квјатковски направио лош потез, али био је под окриљем агента Ђузепеа Аквадра, који га је повезао са шпанским програмом, којим је било планирано да Квјатковски проведе неко вријеме у мањим тимовима прије него што пређе у Кез д’епарњ (шп. Caisse d’Epargne) (садашњи Мовистар). "Имао сам прилику да потпишем уговор са про тур тимом одмах, али смо заједно одлучили да је боље да прву сезону проведем у Кахи Рурал. Тамо је мање тркања и трке су лакше, па је то за почетак добар корак да пређем на следећи ниво." У Кахи Рурал је провео само једну сезону и 2011. године прешао је у тим Рејдиошек, што је значило да је шпански програм пропао. Са новим тимом, Квјатковски је остварио добре резултате, посебно на тркама у Белгији. На трци Дридагс ван Вест Фландерен (хол. Driedaagse van West-Vlaanderen досл. Три дана Западне Фландрије) освојио је треће мјесто, као и на трци Дридагс де Пан коксејде (хол. Driedaagse De Panne-Koksijde досл. Три дана Де Пана). Добри резултати су привукли пажњу директора Омега Фарма—Квик-Степ тима, Патрика Лефевера. Лефевер је имао тајни договор са Јоханом Брујнелом, директором тима Дискавери, а касније са Дирком Демолом, директором тима Рејдиошек, да не узимају возаче једни од других. Лефевер је сматрао да је Квјатковски превише добар, прекршио је договор и потписао је уговор са њим.

### 2012.
На крају 2011. године, Квјатковски је потписао уговор са белгијском професионалним тимом Омега Фарма—Квик-Степ.Сезону 2012. почео је на трци Трофео Палма де Мајорка, гдје је завршио на 15 мјесту. Прву побједу остварио је на трци Дридагс ван Вест Фландерен, гдје је побиједио на прологу, четири секунде испред сувозача Жилијена Вермота. У мају, Квјатковски је возио своју прву гранд тур трку, Ђиро д’Италију. Најбољи резултат остварио је на шестој етапи, завршио је на десетом мјесту. На хронометру на задњој етапи, завршио је на 12 мјесту, док је у генералном пласману завршио на 136 мјесту.
У јулу, Квјатковски је возио домаћу трку, Тур де Полоње. Трку је почео другим мјестом на првој етапи, гдје је у групном спринту изгубио од Морена Мозера. На трећој етапи, Квјатковски је у завршници радио за сувозача Здењека Штибара, који је тријумфовао, док је Квјатковски завршио четврти у спринту. На четвртој етапи, Квјатковски је преузео лидерску мајицу, узевши секунде бонификације на пролазном циљу. Мајицу је изгубио од Мозера на шестој етапи, Квјатковски је етапу завршио на трећем мјесту, али је Мозер узео 10 секунди бонификације за етапну побједу и преузео је мајицу са пет секунди испред Квјатковског. Задња етапа је била спринтерска, није било промјена у генералном пласману и Квјатковски је трку завршио на другом мјесту. Након Пољске, Квјатковски је изабран у тим за Олимпијске игре у Лондону. Друмску трку је завршио на 60 мјесту. Сезону је завршио у октобру на класику у Њемачкој, Ђиро Спаркасен Минстерланд, који није завршио.

### 2013.
Сезону 2013. почео је на трци Тур де Сан Луис у Аргентини, коју је завршио на 12 мјесту у генералном пласману. Квјатковски је преузео лидерску мајицу након хронометра на четвртој етапи, али је изгубио на петој етапи, завршивши три и по минута иза Данијела Дијаза Дијаза. Након Аргентине преселио се у Португал, на трку Волта ао Алгарве, гдје је освојио друго мјесто. Трећу етапу завршио је на десетом мјесту, док је хронометар на задњој етапи завршио на другом мјесту, минут и седам секунди иза сувозача Тонија Мартина, који је освојио трку, док је Квјатковски завршио други. На Тирено—Адријатику, Квјатковски је на четвртој, краљевској етапи завршио четврти, 13 секунди иза Криса Фрума и преузео је лидерску мајицу, коју је изгубио већ на наредној етапи, од Фрума. Захваљујући доброј вожњи на хронометру на задњој етапи, Квјатковски је Тирено завршио на четвртом мјесту, иза велике тројке свјетског бициклизма, Винченца Нибалија, Криса Фрума и Алберта Контадора. Арденске класике почео је четвртим мјестом на Амстел голд рејсу. На 17 km до циља, Роман Кројцигер је напао и тријумфовао соло, Квјатковски је био иза са Алехандром Валвердеом и Сајмоном Герансом, који су га одспринтали на линији циља. Три дана касније, на Флеш Валону, Квјатковски је завршио пети, три секунде иза побједника Данијела Морена, оставши опет кратак у спринту за подијум. Арденски класици су се завршили са монументалним класиком, Лијеж—Бастоњ—Лијежом, гдје Квјатковски није био успјешан, завршио је на 92 мјесту.
Пропустио је Ђиро д’Италију, возио је Критеријум ди Дофине, припремну трку за Тур де Франс. На хронометру на четвртој етапи, Квјатковски је завршио пети, захваљујући чему је стигао до трећег мјеста у генералном пласману. Пету етапу завршио је тек на 19 мјесту, због чега је пао на осмо мјесто у генералном пласману. На седмој етапи изгубио је још два минута, а на задњој, осмој етапи напустио је трку. На националном првенству Пољске у вожњи на хронометар, Квјатковски је завршио други, пет секунди иза Мацеја Боднара, док је освојио национално првенство у друмској вожњи, побиједивши у спринту Адријана Хонкижа.
Због добрих вожњи, Квјатковски је ушао у тим за Тур де Франс. На другој етапи, Квјатковски је завршио трећи у спринту, иза Јана Бакеланса и Петера Сагана. Након неколико успона на трећој етапи, већина спринтера је отпала, а у спринту главне групе, Квјатковски је завршио четврти. Након екипног хронометра на четвртој етапи, Квјатковски је дошао до четвртог мјеста у генералном пласману, секунду иза водећег трија тима Орика—ГринЕџ и преузео је бијелу мајицу, за најбољег младог возача. На осмој, првој брдској етапи, Квјатковски је изгубио преко три минута од побједника Криса Фрума и пао је на 16 мјесто у генералном пласману, а изгубио је и бијелу мајицу. На деветој етапи, Квјатковски је завршио трећи, 20 секунди иза водећег двојца, одспринтавши главну групу. На хронометру на етапи 11, Квјатковски је завршио пети, што му је донијело напредак на седмо мјесто у генералном пласману. На етапи 15, на Мон Вентуу, Квјатковски је изгубио три и по минута и пао на десето мјесто у генералном пласману, док је у класификацији младих возача остао на другом мјесту, два минута иза Наира Кинтане. На етапи 16, Квјатковски је изгубио још минут и по и изгубио је мјесто у топ 10, које је вратио на хронометру на етапи 17, коју је завршио на седмом мјесту. На краљевској, етапи 18, до Алп д’Уеза, Квјатковски је изгубио седам минута, али је задржао девето мјесто, секунду испред Лауренса Тен Дама. На етапи 19, изгубио је још два минута и пао је на десето мјесто, које је изгубио на етапи 20, задњој такмичарској етапи. Тур је завршио на 11 мјесту. Након Тур де Франса, возио је класик Сан Себастијан, али га није завршио, као ни трке у Канади. Свјетско првенство у вожњи на хронометар завршио је на 24 мјесту, док друмску трку на Свјетском првенству није завршио. Са тимом Омега Фарма—Квик-Степ освојио је златну медаљу на Светском првенству у екипном хронометру. Задња трка 2013. била му је Ђиро ди Ломбардија, коју није завршио.

### 2014.
Сезону 2014. почео је на трци Трофео палма Мајорка, коју је завршио на 98 месту, након чега је освојио Трофео сера де Трамунтана. Квјатковски је напао на 5 km до циља и дошао до соло побједе, 27 секунди испред Едвалда Босон Хагена. Након Шпаније, преселио се у Португал, на трку Волта ао Алгарве, гдје је прошле године освојио друго мјесто. На другој етапи, Квјатковски је напао на почетку задњег успона, на 6 km до циља, Алберто Контадор и Руи Кошта су касно реаговали, Квјатковски је одржао предност до краја и освојио је етапу са шест секунди испред Коште, захваљујући чему је преузео лидерску мајицу. На хронометру на трећој етапи, Квјатковски је остварио другу побједу, 11 секунди испред Адријана Малорија и 13 испред свјетског шампиона, Тонија Мартина. На четвртој етапи, Контадор је нападао неколико пута, док није успио да дистанцира Квјатковског, који је етапу завршио на трећем мјесту, 10 секунди иза, али је задржао мајицу. Задња етапа била је спринтерска, није било промјена у генералном пласману и Квјатковски је освојио трку са 19 секунди испред Контадора. Након побједе у Португалу, возио је италијански класик Страде Бјанке. Квјатковски је на 70 km до циља напао, али је брзо враћен у главну групу. Пресудни напад услиједио је на 21 km до циља, Петер Саган је напао, а Квјатковски је једини могао да га прати. Њих двојица су радили заједно до задњег успона, на којем је Квјатковски напао, а Саган није имао снаге да га прати. Квјатковски је тријумфовао са 19 секунди испред Сагана. Четири дана након победе на Страде Бјанкију, возио је Тирено—Адријатико. Тирено је почео екипним хронометром, на којем је тријумфовао тим за који вози Квјатковски, Омега Фарма—Квик-Степ, Квјатковски је прешао линију циља други, иза Марка Кевендиша. На трећој етапи, чији је циљ био на успону, Квјатковски је завршио други, изгубивши у спринту од Сагана, чиме је преузео лидерску мајицу. На четвртој, првој брдској етапи, Квјатковски је завршио седми, 10 секунди иза Контадора, али је задржао мајицу, коју је изгубио на наредној етапи, завршивши 6 минута иза побједника и новог лидера, Алберта Контадора, пао је на 19 мјесто. На хронометру на задњој етапи, дугом 9,1 km, Квјатковски је завршио седми, али није успио да надокнади вријеме и завршио је Тирено на 18 мјесту. Учествовао је на Милано—Санрему, али га није завршио.
Након Италије, возио је трку у Шпанији, Вуелта ал Паис Васко. На првој етапи виђена је велика борба, етапа је садржала осам успона, Алберто Контадор и Алехандро Валверде су се одвојили на успону Муро де Гаинца, док је Квјатковски завршио трећи, 34 секунде иза Контадора. Завршио је трећи у спринту и на наредне двије етапе, док је на четвртој етапи изгубио још седам секунди од Контадора. На хронометру на задњој етапи, Квјатковски је завршио трећи, изгубивши још осам секунди од Контадора и трку је завршио на другом мјесту, 49 секунди иза Контадора. На Арденским класицима остварио је боље резултате него претходне године. На Амстел голд рејсу, Филип Жилбер је напао на 3 km до циља, Квјатковски је био у четворочланој групи иза и завршио је пети. Бољи резултат остварио је на Флеш Валону. На 3 km до циља десио се пад који је спријечио Жилбера и Хоакима Родригеза да се боре за побједу, на 200 метара до циља, Валверде је напао и тријумфовао, Квјатковски је завршио на подијуму, трећи, четири секунде иза. Три дана касније, на Лијеж—Бастоњ—Лијежу, Квјатковски је завршио трећи, у спринту је остао иза Сајмона Геранса и Валвердеа. "Вјеровао сам да ће бити групни спринт и чекао сам да видим како ћемо га одрадити. Вјеровао сам у своје способности и посебно данас сам задовољан са оним што сам урадио. Прошле године сам остварио добре резултате на овим тркама, али нисам завршио добро овдје, због чега сам био разочаран. Ове године сам се спремао другачије и данас је био мој најбољи дан на бициклу у Арденским класицима уопште. Ово ми даје велики морал за будућност." изјавио је Квјатковски након трке. Само два дана након Лијеж—Бастоњ—Лијежа, стартовао је трку у Швајцарској, Тур де Романди. На прологу на отварању трке, Квјатковски је тријумфовао са четири секунде испред Роана Дениса. Лидерску мајицу је изгубио на другој етапи, завршио је пети у спринту, али је Микеле Албасини узео десет секунди бонификације за побједу и преузео је мајицу. На трећој краљевској етапи, Квјатковски је посустао, завршио је 30 минута иза, због чега је напустио трку. Направио је паузу мјесец дана, тркању се вратио у јуну, на Критеријуму ди Дофине, гдје није остварио добре резултате и напустио је трку након шесте етапе. У тренутку када се повукао био је 44 у генералном пласману. Крајем јуна, Квјатковски је освојио национално првенство у вожњи на хронометар, 27 секунду испред Боднара, док је друмску трку завршио тек на 21 мјесту, након чега је возио Тур де Франс.
На другој етапи Тур де Франса, Квјатковски је након девет успона завршио трећи, у групи која је на циљ стигла двије секунде иза Винченца Нибалија. На петој етапи, која је вожена по терену са калдрмом, Квјатковски је завршио седми и дошао је до трећег мјеста у генералном пласману, 50 секунди иза Нибалија. На осмој, првој брдској етапи, Квјатковски је изгубио минут и по од Нибалија и пао је на четврто мјесто у генералном пласману, али је преузео бијелу мајицу, за најбољег младог возача. На десетој етапи, Квјатковски је изгубио два минута и пао је на 13 мјесто у генералном пласману, док је у класификацији младих возача пао на треће мјесто. Након двије добре етапе, Квјатковски је на етапи 13 изгубио четири минута и умањио своје шансе да заврши Тур у топ 10. Након доста мучења на етапи 14, Квјатковски је изгубио 10 минута и пао је на 17 мјесто у генералном пласману, девет минута иза десетопласираног Пјера Ролана. На етапи 16, Квјатковски је био напријед, заједно са још 20 возача, етапу је завршио на седмом мјесту, 36 секунди иза побједника, али је завршио осам минута испред главне групе, захваљујући чему се вратио на девето мјесто у генералном пласману. На етапи 17, изгубио је 25 минута и дефинитивно испао из борбе за топ 10. На наредним етапама константно је губио вријеме и Тур је завршио на 28 мјесту, сат и 20 минута иза побједника, Винченца Нибалија, у класификацији младих возача завршио је трећи. Након Тур де Франса, Квјатковски је возио британску трку, Тур оф Бритејн, гдје се за побједу борио са Бредлијем Вигинсом, који је био први фаворит, док су други конкуренти били Леополд Кониг, Николас Роуч и Стивен Камингс. На другој етапи, Квјатовски је напао на 6 km до циља, заједно са Силваном Шаванелом, достигнути су на 3 km до циља, након чега је Квјатковски у групном спринту завршио шести. На трећој етапи, Зардини и Роуч су били напријед, Зардини се дистанцирао на 2 km до циља и тријумфовао, док је Квјатковски у последњим метрима стигао Роуча и узео друго мјесто. На драматичној четвртој етапи, Квјатковски је упутио пресудни напад на 400 метара до циља, тријумфовао и преузео лидерску мајицу. На шестој етапи, трочлани бијег је био успјешан, Квјатковски је изгубио минут и 50 секунди и изгубио је жуту мајицу од Алекса Даусета. Даусет је изгубио много времена на седмој етапи, док је Квјатковски дошао до другог мјеста у генералном пласману. На хронометру на етапи 8а, Квјатковски је завршио шести, смањивши заостатак за лидером, али задња, етапа 8б је била спринтерска, није било промјена и Квјатковски је завршио други, 10 секунди иза Дилана ван Барлеа. 15 дана након Британије, возио је друмску трку на Свјетском првенсву. Квјатковски је упутио први напад прије задњег успона, али није успио да дистанцира ривале, као ни у другом покушају. На 7 km до циља, Квјатковски је упутио пресудни напад, дистанцирао је све ривале. Валверде, Геранс, Жилбер и Грег ван Авермат су радили заједно, али нису успјели да достигну Квјатковског, који је тријумфовао секунду испред петочлане групе, његова предност је била већа, али је у финишу успорио, прослављајући побједу. Квјатковски је тако постао први пољски побједник Свјетског првенства. Сезону је завршио на Ђиро ди Ломбардији, гдје није био конкурентан, завршио је на 77 мјесту.

### 2015.
Сезону 2015. почео је у јануару, на трци Тур де Сан Луис у Аргентини. Трка није почела добро за Квјатковског, изгубио је шест минута на другој етапи. На четвртој етапи изгубио је седам минута, тако изгубивши шансе за висок пласман. На петој етапи, завршио је други, четири секунде иза Адријана Малорија, док је на осталим етапама губио вријеме и трку је завршио на 66 мјесту. Након Аргентине, возио је португалску трку Волта ао Алгарве, бранио је побједу од претходне године, а главни ривали били су му Ричи Порт, Луис Леон Санчез и Роберт Хесинк. Прва узбуђења виђена су на другој етапи, када је Герент Томас напао на задњем успону и дошао до соло побједе, Квјатковски је завршио 23 секунде иза. На хронометру на трећој етапи, Квјатковски је завршио четврти, девет секунди иза Тонија Мартина и шест секунди иза Томаса, који је повећао своју предност у генералном пласману. На четвртој етапи, Ричи Порт је тријумфовао. Порт је напао на задњем успону, дистанциравши се од групе, док је Квјатковски завршио други, три секунде иза Порта, смањивши заостатак за Томасом на 27 секунди. Пета, последња етапа је била спринтерска, није било промјена и Квјатковски је завршио трку на другом мјесту. Након Португалије, возио је Париз—Ницу, по први пут. Квјатковски је побиједио на прологу, седам секунди испред Роана Дениса, остваривши тако прву побједу у сезони, а узео је и жуту мајицу, коју је изгубио на трећој етапи. Мајкл Метјуз је захваљујући секундама бонификације преузео лидерску мајицу секунду испред Квјатковског. На првој брдској, четвртој етапи завршио је трећи. Двојац тима Скај, Ричи Порт и Герент Томас су напали на 2 km до циља, Квјатковски је покушавао соло да их достигне, али је завршио осам секунди иза, задржавши мајицу секунду испред Порта. На шестој етапи, Тони Галопен је напао на 30 km до циља, Квјатковски није реаговао на вријеме и завршио је минут иза, због чега је пао на треће мјесто у генералном пласману. На седмој, последњој етапи, хронометру дугом 9,5 km, Квјатковски је завршио пети, 29 секунди иза Порта, који је освојио трку, док је Квјатковски надокнадио довољно времена да заврши трку на другом мјесту и освојио је класификацију за најбољег младог возача.
У покушају да освоји први монументални класик возио је Милано—Санремо, али није остварио добар резултат, завршио је тек на 67 мјесту, након чега је возио Вуелта ал Паис Васко трку. Прва етапа завршена је групним спринтом фаворита, Галопен је отворио спринт, али је Метјуз прошао и тријумфовао, док је Квјатковски завршио други. Прва велика узбуђења виђена су на трећој етапи, на последњем успону, на 3 km до циља, Серхио Енао је напао, пратили су га Хоаким Родригез и Наиро Кинтана, који су стигли заједно на циљ, док је Квјатковски завршио четврти, седам секунди иза, узео је 14 поена и преузео је мајицу за лидера класификације по поенима. На четвртој етапи, Квјатковски није успио да се одржи са лидерима до циља и завршио је са 23 секунде заостатка. На петој, краљевској етапи, изгубио је минут од побједника, Микела Ланде и пао је на 11 мјесто у генералном пласману, док га је Родригез претекао у класификацији по поенима за два поена. На последњој, шестој етапи, брдском хронометру дугом 18,3 km, Квјатковски је завршио десети, надокнадивши заостатак за возачима испред и завршио је трку на осмом мјесту. Недељу дана након трке у Шпанији, возио је арденске класике. Ардени су почели са Амстел голд рејсом, на последњем успону на Кауберг, Жилбер и Метјуз су се удаљили, Квјатковски је покушавао да их стигне, помогао му је Алехандро Валверде и у групном спринту, Квјатковски је био најбољи, остваривши тако прву побједу у сезони у друмским тркама, а другу рачунајући хронометар. На друга два арденска класика није био успјешан, Флеш Валон је завршио на 33, а Лијеж—Бастоњ—Лијеж на 21 мјесту. За разлику од претходних година, није возио Критеријум ди Дофине, већ Тур де Свис трку, коју је почео 73 мјестом на прологу. На наредним етапама губио је вријеме и трку је завршио на 71 мјесту. Није успешан био ни на националном првенству, друмску трку завршио је на 57 мјесту.
Тур де Франс почео је прологом, који је Квјатковски завршио на 64 мјесту, минут иза Роана Дениса. На трећој етапи, првој са циљем на успону, Квјатковски је изгубио минут и 25 секунди. На четвртој етапи, његов сувозач, Тони Мартин преузео је жуту мајицу етапним побједом, док је Квјатковски био даље низ друм, изгубио је још пет минута. На петој етапи, потпуно равној, изгубио је још три минута, што је значило крај борбе за генерални пласман. На наредним етапама губио је вријеме и напустио је Тур током етапе 17. Након Тур де Франса, Квјатковски је возио домаћу трку, Тур де Полоње. У спринту на првој етапи завршио је девети. У главној групи је завршавао и наредне три етапе, док је доживио крах на петој етапи, изгубио је 20 минута и напустио је трку током шесте етапе. У наставку сезоне возио је неколико класика, прије Свјетског првенства. На Свјетском првенству у друмској вожњи у Ричмонду завршио је осми. На задњем успону, Петер Саган је напао, нико није могао да га прати, Квјатковски је завршио у групи која је на циљ стигла три секунде иза Сагана. Сезону је завршио 54 мјестом на Ђиро ди Ломбардији.

### 2016.
Године 2016. Квјатковски је прешао у британски тим Скај. Сезону је почео крајем јануара, на трофеју Мајорке, трци која се састоји из три једнодневна класика. На првом, Трофео Поленка, завршио је други. Ђанлука Брамбила је напао на последњем успону и дошао до соло побједе, двије секунде испред Квјатковског. На другом, Трофео сера де Трамунтана, опет је завршио други. Фабијан Канчелара је тријумфовао из бијега, док је Квјатковски одспринтао групу која је завршила 17 секунди иза. У марту, возио је италијански класик Страде Бјанке, као главну припрему за Милано—Санремо. На 19 km до циља, Петер Саган је напао, само су Канчелара и Здењек Штибар могли да га прате, док је Квјатковски остао у групи иза, која је покушавала да их достигне, убрзо је отпао и од те групе и завршио је на 20 мјесту, два и по минута иза побједника, Фабијана Канчеларе. Сезону је наставио на Тирено—Адријатику. Трка је почела екипним хронометром, тим Скај је завршио 21 секунду иза тима БМЦ, што је дало предност Тиџеју ван Гардерену. Најбољи резултат остварио је на шестој етапи, када је завршио трећи у спринту. Хронометар на последњој етапи завршио је на 34 мјесту и трку је завршио на осмом мјесту у генералном пласману. На Милано—Санрему, Квјатковски је тражио прву побједу на монументалним класицима. На последњем успону, Пођо, на 6 km до циља, Квјатковски је напао, успон је прешао сам, а на спусту га је достигла група, коју је предводио Винченцо Нибали, Квјатковски је затим у финишу посустао и завршио на 40 мјесту, 34 секунде иза побједника, Арноа Демара.
Прољећне класике наставио је у Белгији, на трци Е3 Харелбеке. Квјатковски је на 30 km до циља напао, придружио му се Петер Саган, док остали нису имали снаге да их прате, предност је порасла на 40 секунди на 15 km до циља. Квјатковски је напао на 500 метара до циља и тријумфовао четири секунде испред Сагана. Окушао се и на највећем белгијском класику, Ронде ван Фландерену. На 25 km до циља, Квјатковски је напао са Саганом и Ван Маркеом, али на следећој секцији са калдрмом није могао да их прати и завршио је на 27 мјесту, два минута иза Сагана. На арденским класицима није био успјешан. На Амстел голд рејсу отпао је од групе на 20 km до циља и напустио је трку. На Лијеж—Бастоњ—Лијежу нападао је неколико пута, али је завршио на 34 мјесту, минут и по иза побједника, Ваута Пулса. Тур де Романди је почео трећим мјестом на прологу, али је на другој етапи изгубио 20 минута. Хронометар на трећој етапи завршио је на 116 мјесту, након чега је напустио трку, четврту етапу није стартовао.
У јуну, возио је Критеријум ди Дофине. Трка је почела прологом дугим 3,9 km, Квјатковски је завршио на 13 мјесту, 45 секунди иза Алберта Контадора. На другој етапи изгубио је 13 минута, вријеме је губио и на наредним етапама, а трку је напустио током пете етапе. Национално првенство у друмској вожњи завршио је на 25 мјесту. Није ушао у састав тима Скај за Тур де Франс и возио је Тур де Полоње трку у домовини. Стартовао је деветим мјестом на првој етапи, а трећим мјестом на четвртој етапи, дошао је до другог мјеста у генералном пласману, међутим, на петој етапи изгубио је 26 минута и трку је завршио на 34 мјесту у генералном пласману. На Летњим олимпијским играма у Рио де Женеиру, Квјатковски је представљао Пољску у друмској трци и у вожњи на хронометар. На друмској трци, Квјатковски је напао на самом старту, заједно са још пет возача, у једном тренутку су имали пет минута предности, а у задњих 50 km Квјатковски је наставио са Кочетковим, док су други отпали, предност је пала на 30 секунди и Квјатковски је наставио соло, али је брзо достигнут. Затим је радио за Рафала Мајку на следећем успону, а када је напао Винченцо Нибали, Квјатковски је отпао и трку је завршио на 62 мјесту, од 65 возача колико је завршило. Хронометар на Олимпијским играма био је дуг 54,6 km, Квјатковски је завршио на 14 мјесту, 3 минута и 40 секунди иза побједника, Фабијана Канчеларе. Пропустивши Ђиро и Тур, први гранд тур возио је у Шпанији, Вуелта а Еспању, гдје је радио за Криса Фрума. Вуелта је почела екипним хронометром, који је освојио тим Скај, Квјатковски је прошао трећи кроз циљ. На трећој етапи изгубио је шест минута, губио је вријеме и на наредним етапама и повукао се током седме етапе. Возио је и Енеко Тур, али без успјеха, ниједну етапу није завршио испод стотог мјеста и повукао се у току седме етапе. Сезону је завршио на Абу Даби туру, који је завршио на последњем, 102 мјесту, 30 минута иза побједника, Танела Кангерта.

### 2017.
Сезону 2017. почео је у Шпанији, на трци Вуелта а ла Комунитат Валенсијана. Трка је почела екипним хронометром, на коме је тим Скај завршио други, 21 секунду иза тима БМЦ. На другој етапи изгубио је 56 секунди, док је вријеме губио и на осталим етапама и трку је завршио на 26 мјесту, 6 минута иза побједника Наира Кинтане. Сезону је наставио у Португалу, на трци Волта ао Алгарве, трци гдје је претходних година биљежио добре резултате. Прва узбуђења виђена су на другој етапи, на задњем успону, Данијел Мартин је напао, Квјатковски и Примож Роглиц су пратили, група се приближавала и Роглиц је напао, на 4 km до циља, Квјатковски је отпао и возио је соло до циља, завршивши трећи, 20 секунди иза. На хронометру на трећој етапи завршио је четврти, пет секунди иза побједника, захваљујући чему је дошао до другог мјеста у генералном пласману. На последњој, петој етапи, Квјатковски је нападао, али је узео само секунду Роглицу и завршио је трку на другом мјесту. У марту возио је Страде Бјанки класик у Италији. На нешто више од 50 km до циља, Квјатковски је напао, заједно са још три возача. Одлучујући напад упутио је на 15 km до циља и тријумфовао соло, 15 секунди испред Грега ван Авермата. Сезону је наставио на Тирено—Адријатику, гдје није био конкурентан и завршио је на 27 мјесту у генералном пласману. На Милано—Санрему водила се велика борба, Петер Саган је напао при врху последњег успона, пратили су га Квјатковски и Жулијан Алафилип, који су сарађивали до циља и о побједнику је одлучио спринт, у коме је најбољи био Квјатковски, који је тако освојио први монументални класик. "Након издања 2013. и 2014. на којима нисам имао среће, освајање Милано—Санрема је невјероватан осјећај. Захвалан сам мојим сувозачима, урадили су невјероватан посао данас. Нисам очекивао да ће Саган напасти на Пођу, али кад је то урадио, очекивао сам да ће бити групни спринт, али он је одржавао велику брзину на челу. Ја сам мислио само о свом спринту. Не могу да вјерујем да сам побиједио Сагана." изјавио је Квјатковски.